# 譚舜而
譚舜而（Tam Shun Yee, Zoe，1991年5月6日—），香港女子保齡球運動員。她早年就讀中華基督教會銘基書院。

## 簡歷
2011年7月，譚舜而在九展香港保齡球城舉行的香港國際保齡球公開賽女子組梯級賽決賽，以158:227負於新加坡的 Shayna Ng，奪得亞軍。
2014年9月，譚舜而代表中國香港參加南韓仁川舉行的亞運會保齡球比賽。